# Зенович, Михаил Антонович
Михаил Антонович Деспот-Зенович (пол. Michał Despot-Zenowicz; 1768 — после 1823 года) — общественный деятель, докшицкий уездный предводитель (1795—1797), борисовский уездный подкоморий (1799—1802), борисовский уездный предводитель (1811—1814), минский губернский предводитель (1814—1823).

## Происхождение и семья
Принадлежал к католическому шляхетскому роду Зеновичей гербу «Деспот», который происходил из Полоцкого воеводства Великого княжества Литовского.
Родился в 1768 году в семье шляхтича Антона Жигимонтовича Зеновича и его жены дворянки Элеоноры-Магдалены Важинской (Скарбек-Важинской), брак которых состоялся в 1764 году. Отец Антон Зенович относился к среднезажиточной католической шляхте Полоцкого воеводства ВКЛ, где и занимал местные земские должности — полоцкого войского (18.12.1762 — 18.04.1763) и полоцкого подкомория (07.03.1764 — 6.03.1795), владел фольварками Окунева и Заборье в Полоцком воеводстве. Получил от монарха Речи Посполитой в пожизненное владение Шнитавское староство, арендные Черницкое староство (привилегией от 1 июля 1768) и Бельчицкае староство (привилегией 19 апреля 1784) в Полоцком воеводстве и в наследственное владение фольварки Якшицы и Свила в Минском воеводстве (привилегией 23 ноября 1768), Глинавщина, Воронов, Гнездилово, Альбяровичи, Вопли и Писаревщина (тот же привилегией 23 ноября 1768) в Оршанском повете ВКЛ. Мать Михаила Элеонора-Магдалена Важинская происходила из католической шляхты Ошмянского повета ВКЛ.
Михаил Антонович Зенович женился на Анне Криштофовне Щит (Немирович-Щит), от которой имел семь детей: Игнатий, Ян, Иероним, Антон, Людвик, Юстина, Виргиния.

## Служебная деятельность
Свою публичную и политическую карьеру Михаил Зенович начал с того, что был избран в 1789 году на сеймике Полоцкого воеводства ВКЛ депутатом от Полоцкого воеводства в Главный Литовский Трибунал, а в 1790 году — послом от Полоцкого воеводства на Великий сейм (1788—1792). В 1791 году он стал декретовым писарем, камергером монарха Речи Посполитой и кавалером ордена Святого Станислава.
После разделов Речи Посполитой, уже при российской власти, в Минске на дворянских выборах Михаил Зенович был избран уездными дворянами на должность докшицкого уездного предводителя (1795—1797), оказавшись в Докшицком уезде 679 ревизских душ, а после ликвидации Докшицкого уезда (и включения его территории в состав соседних уездов) — подкоморием (1799—1802) Борисовского уезда, где имел земельную имущество. В 1800 году Михаил Зенович упоминается как писарь литовской асессории.
На дворянских выборах в Минске был избран 28 сентября 1811 года на должность борисовского уездного предводителя (1811—1814). 20 февраля 1812 года Михаил Зенович был также назначен Вильнюсским университетом на должность почетного наблюдателя училищ Борисовского уезда.
Свою должность борисовского уездного предводителя сохранил за собой, хотя после оккупации в 1812 году в литовско-белорусских губерний Российской империи французскими войсками во время Отечественной войны Михаил Зенович вошел в состав созданной французскими властями местной администрации: согласно декрета князя Экмюльского (французского маршала Луи-Николя Даву) от 13 июля (25 июля) 1812 года была создана Комиссия Временного Правительства Минской провинции для управления делами в захваченной Минской губернии и установлены лица (в том числе Зенович), которые должны войти в её состав. В Минске эта комиссия избрала из своего круга председателя (князя Михаила Пузыну) и генерального комиссара при маршале князе Экмюльском (им как раз и стал Михаил Антонович Зенович). Согласно декрету князя Экмюльского комиссия разделилась на три подразделения (хозяйственный, полиции и финансовый), распределив в отделах лиц, избранных князем Экмюльским членами комиссии. Михаил Зенович стал членом (вместе с Антоном Тадеушевичем Ваньковичем) в состав хозяйственного отдела, возглавляемого председателем — Игнатием Станиславовичем Монюшко (1787—1869). Согласно декрету французского императора Наполеона от 19 июня (1 июля) 1812 года для управления захваченными французами территориями, где было провозглашено Великое Княжество Литовское, создавались департаменты во главе со своей администрацией: после постепенного захвата территории были созданы Виленский, Гродненский, Минский и Белостокский департаменты — в пределах соответствующих российских административно-территориальных единиц. Только 27 июля (8 августа) 1812 года Комиссия Временного Правительства Минской провинции была ликвидирована французской властью, однако все её члены были призваны на заседание в составе отделов Администрации Минского департамента. Хотя Зенович в состав новой администрации не вошел, но был с 15 июля (27 июля) до конца августа 1812 года префектом подпрефектуры Борисовского уезда, при князе Экмюльском (маршале Даву) — генеральным комиссаром. После отхода французских войск с территории литовско-белорусских земель и возврата российского господства, многие из местной знати, которые участвовали в войне против России на стороне Франции, получили амнистию согласно манифесту российского императора Александра I от 23 декабря 1812 года (6 января 1813 года).
25 апреля 1814 года в Санкт-Петербурге состоялось собрание членов Сената, Государственного Совета и Синода Российской империи для обсуждения вопроса о принесении российскому императору Александру I (1801—1825) «от имени прославления России, пожертвования благодарности за Его великие дела, которые прославили и возвеличили нашу родину во всех государствах». 15 мая 1814 года был издан указ Сената о сборе пожертвований на сооружении памятника императору Александру I в честь победы в войне 1812 года над Наполеоном I. А 18 июня 1814 года в Минске для рассмотрения дела по выполнению этого указа Сената о сборе пожертвований состоялся сход, на который съехались губернский предводитель (1811—1814) граф Людвик Михайлович Ракицкий и уездные предводители Минской губернии (в том числе, Михаил Зенович).
В сентябре 1814 года на дворянских выборах в Минске Михаил Зенович был вновь избран уездным дворянством единогласно (140 баллами) на должность борисовского уездного предводителя, однако эту должность не занял, так как был избран позднее, 7 сентября 1814 года, на тех же дворянских выборах на пост минского губернского предводителя. Вакантную должность борисовского уездного предводителя (1814—1820) занял граф Пий Фелицианович Тышкевич (1756—1858), отец известного этнографа, археолога, историка и культурного деятеля Евстафия Тышкевича (1814—1873), который также в 1844 году был выбран борисовском уездном предводителем (1844—1847). По данным за 1814 год Михаил Зенович владел имением Янушев в Борисовском уезде Минской губернии, что насчитывал 644 ревизских душ. В 1816 году, согласно царскому указу, Михаил Зенович стал кавалером ордена Святого Владимира 4-й степени и ордена Святой Анны 2-й степени.
На следующих дворянских выборах в Минске в 1817 и 1820 годах Михаил Антонович Зенович был переизбран дворянами губернии на пост минского губернского предводителя, утверждался, соответственно, российской властью на этой должности, получил чин статского советника. Как и многие представители пограничной и региональной элиты, стал членом местных масонских лож, что было очень популярным и распространенным в те времена, — «Северный факел» (оратор с 1818 и мастер кафедры с 1819), «Гора Табор», «Счастливое освобождение», «Владислав Ягайло», «Святыня комнаты».
После того как пришли сведения о смерти в 1817 году Тадеуша Костюшко в Швейцарии, 21-21 февраля (7-8 марта) 1818 года минский губернский предводитель Михаил Зенович выступил с речью на торжественном чествования героя в кафедральном костеле в Минске.
Михаил Зенович упоминается в 1822 году как действительный член Московского общества сельского хозяйства, почетный смотритель училищ Борисовского уезда.